# Штетина, Лукаш
Лу́каш Ште́тина (словац. Lukáš Štetina; 28 июля 1991, Нитра, Чехословакия) — словацкий футболист, защитник клуба «Спартак» (Трнава). Выступал за сборную Словакии.

## Биография

### Клубная карьера
Штетина является воспитанником клуба «Нитра». Летом 2009 года попал в основной состав «Нитры». 11 июля 2009 года дебютировал в чемпионате Словакии в выездном матче против «Жилины» (1:1). В сезоне 2009/10 «Нитра» заняла 4 место в национальном чемпионате и получила право выступать в Лиге Европы. 1 июля 2010 года он дебютировал в еврокубках, в матче Лиги Европы против венгерского «Дьёра» (2:2). В следующем матче «Нитра» проиграла (3:1) и вылетела из турнира.
В конце февраля 2011 года Лукаш прибыл на просмотр в харьковский «Металлист», несмотря на то, что его контракт с «Нитрой» рассчитан до лета текущего года. В команде дебютировал 28 февраля 2011 года в товарищеском матче против российского «Енисея» (0:0). Вскоре он был заявлен за «Металлист» под 80 номером. В Премьер-лиге Украины дебютировал 5 марта 2011 года в выездном матче против полтавской «Ворсклы» (0:0). Однако в дальнейшем закрепиться в команде не сумел. После аренды в «Татране» и «Дукле», в июле 2013 года подписал контракт с «Дуклой».

### Карьера в сборной
Сыграл 3 матча за юношескую сборную Словакии до 19 лет в турнирах УЕФА. Также провёл 21 матча за молодёжную и один матч за главную сборную страны.

## Достижения
- Бронзовый призёр чемпионата Украины: 2010/11.